# Händel-Haus

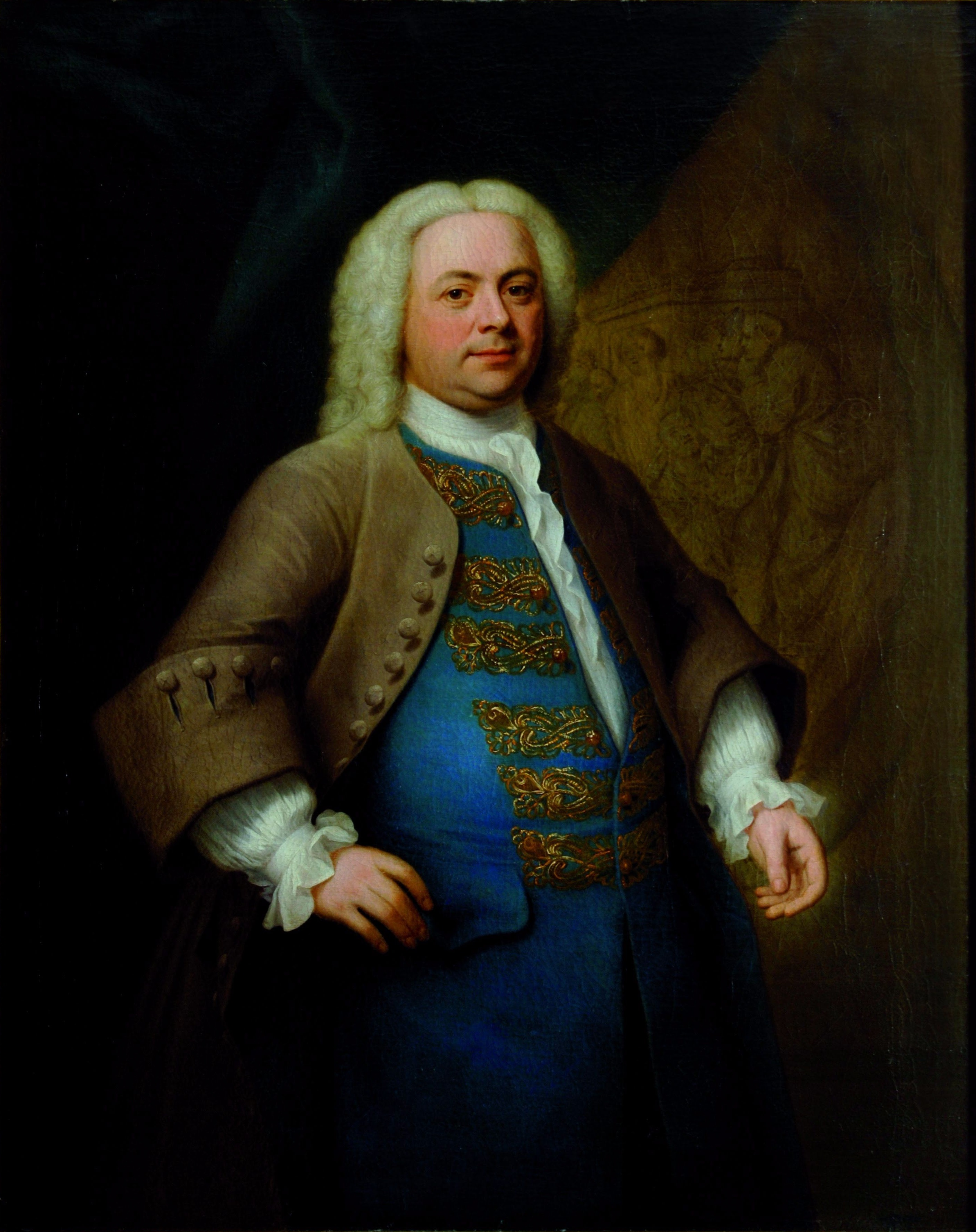
Händel-Porträt von John Theodore Heins (c. 1740), Leihgabe der Stiftung der Saalesparkasse in Halle (Saale)

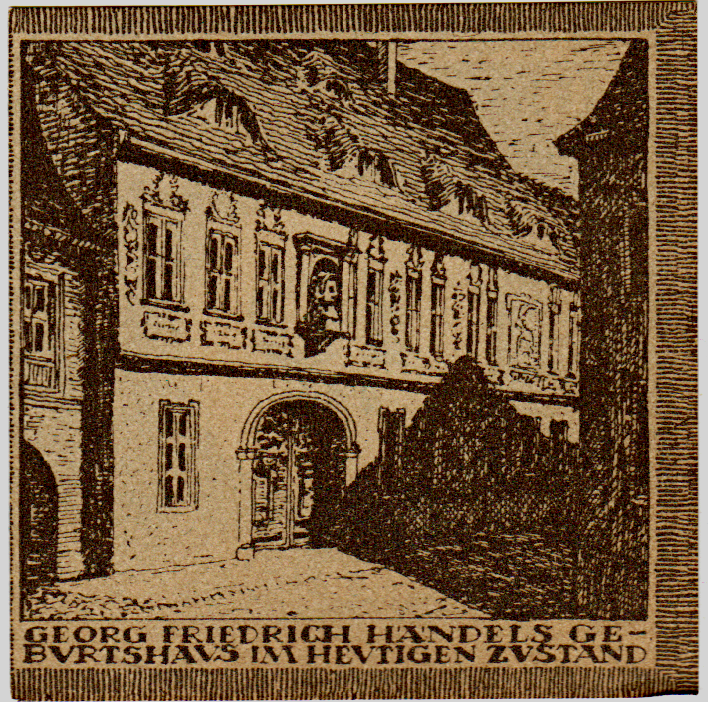
Das Geburtshaus Georg Friedrich Händels auf einem Notgeldschein von 1921.

Das Händel-Haus ist ein Musikmuseum der Stadt Halle (Saale) und seit 2008 als kommunale Stiftung des Privatrechts organisiert. Kern des Renaissance-Komplexes, der vor 1558 erbaut wurde, ist das Geburtshaus Georg Friedrich Händels, das über 100 Jahre im Eigentum der Familie Händel war. Die Grundmauern reichen jedoch bis ins Mittelalter zurück. Von 2009 bis 2023 leitete der Musikwissenschaftler Clemens Birnbaum das Haus, danach Bernd Feuchtner; seit 2025 ist Florian Amort Direktor der Stiftung sowie Intendant der Festspiele. 

## Museum

### Lage

Logo des Händel-Hauses

Das Händel-Haus ist in der Großen Nikolaistraße 5–6 in der Altstadt von Halle (Saale) gelegen. Es befindet sich in unmittelbarer Nachbarschaft zum Institut für Musik, Medien- und Sprechwissenschaften der  Martin-Luther-Universität Halle-Wittenberg und zur Evangelischen Hochschule für Kirchenmusik Halle.
Neben der Stiftung Händel-Haus haben folgende Organisationen ihren Sitz im Gebäude:
- die Direktion der Händel-Festspiele Halle[1]
- die Geschäftsstelle der Georg-Friedrich-Händel-Gesellschaft e. V. und die Redaktion der von ihr herausgegebenen Hallischen Händel-Ausgabe[1]
- die Geschäftsstelle des Freundes- und Förderkreises des Händel-Hauses zu Halle e. V.

### Baugeschichte und Erscheinung
Die Grundmauern und das Kellergewölbe des Hauses stammen aus dem 15. bzw. 16. Jahrhundert. Ein teilweise erhaltenes Kreuzgratgewölbe weist romanische Züge auf und lässt sich wohl auf das frühe Hochmittelalter des 12. Jahrhunderts zurückdatieren. Das Erdgeschoss ist im 16. und 17. Jahrhundert und das Obergeschoss in der zweiten Hälfte des 18. Jahrhunderts entstanden.
Die Instandsetzungsarbeiten der Nachkriegszeit führten zur Beseitigung der Schaufenster eines Ladens. Beim Händel-Haus, das ursprünglich ein Bürgerhaus war, wurde auf einen denkmalgerechten Schutz des Tors mit Durchgang in den Innenhof verzichtet, da es unvereinbar mit dem Museumskonzept war. Weitere Verunstaltungen des Hauses wurden 1984 beseitigt.
Sichtfachwerk aus der Epoche der Renaissance wird am Seitenflügel zum Hof sichtbar. Weitere Hinweise auf diese Zeit geben die Decke des Stammhauses und die gut erhaltene Bohlenstube.

### Geschichte des Händel-Hauses

#### Privateigentümer
Im Jahr 1558 fand das heutige Händel-Haus erstmals als „Ratslehen“ Erwähnung. Als damaliger Besitzer ist in den Akten Christoph Nopel aus Naumburg erwähnt. 1571 ging das Eigentum auf dessen Sohn Hieronymus Nopel über. Ein weiterer Eigentümerwechsel vollzog sich 1595, als der Gerichts-Beisitzer Johann Neigenfindt, seinerzeit Assessor beim Schöppenstuhl, das Anwesen für 1400 Gulden erwarb. 1630 war der herzogliche Kammerdiener Hans Georg Bley Eigentümer. Im Gebäudeteil „Zum Gelben Hirschen“ gab es einen Weinausschank. Bleys Witwe Susanne war ab 1654 Alleinbewohnerin des Hauses.

#### Familienbesitz der Händels
Am 30. Juni 1666 erwarb der herzogliche Kammerdiener und Leibchirurg Georg Händel (1622–1697), Vater des Komponisten Georg Friedrich Händel (1685–1759), das Eckhaus für 1310 Gulden. Es befand sich in repräsentativer Nähe zur herzoglichen Residenz am Domplatz. Nach dem Einzug ersuchte er Herzog August von Sachsen-Weißenfels, gleichsam Administrator des Erzstiftes Magdeburg, um Erneuerung des Weinschankprivilegs. Dieses wurde ihm am 8. Januar 1668 gewährt, wogegen dann aber der Rat der Stadt Widerspruch einlegte. Erst 1682 wurde der Rechtsstreit mit einem Vergleich beigelegt.
Der Komponist Georg Friedrich wurde im Haus „Am Schlamm“ (d. h. dem Haus „Zum Gelben Hirschen“, Eckhaus Großer Schlamm / Kleine Ulrichstraße und Kleine Klausstraße) am 23. Februar 1685 geboren und lebte hier achtzehn Jahre lang. Nach dem Tod des Vaters 1697 ging das Eigentum auf Georgs Witwe Dorothea Elisabeth (1651–1730) und deren Kinder über. 1703 verließ Georg Friedrich Halle in Richtung Hamburg.
Im Jahr 1708 wurde der Nordteil des Grundstücks (heute Kleine Ulrichstraße 38) abgetrennt („separirt“), da Georg Friedrichs Schwester Dorothea Sophia (1687–1718) mit ihrem Vermählten Michael Dietrich Michaelsen (1680–1748), einem promovierten Juristen, ihren eigenen Hausstand gründete. Mitte des 18. Jahrhunderts ging dieses Gebäude in fremdes Eigentum über. Von 1844 bis 1871 war hier eine Studentenherberge der Familie Schütz in Betrieb. Später führte darin ein Herr Trautwein eine Gastwirtschaft mit dem Namen „Schützei“. In der DDR gab es seit den 1980er Jahren Museumspläne für das Haus. Diese wurden aber wegen den hohen Instandsetzungskosten verworfen. Aufgrund des schlechten Zustandes des Gebäudes wurde 1999 von einer Wiederherstellung endgültig Abstand genommen und in der Folge das ursprüngliche Haus durch einen Neubau ersetzt, der durch die Stadt Halle erworben wurde.
Mit dem Tod der Mutter 1730 wurde Händels Nichte und Patentochter Johanna Friederike Michaelsen (1711–1771) eine Erbin des Anwesens. Sie bewohnte das Haus dann wohl ab 1755 mit ihrem Ehemann Johann Ernst von Flörcke (1695–1762), erster Professor der Rechte und Director der Friedrichs-Universität Halle. Nach dem Tod von Johanna Friederike 1771 erbte ihre zweite Tochter Dorothea Luisa (1737–1811) das Anwesen. Sie heiratete den hallischen Ratsmeister Friedrich August Reichhelm (1727–1782). Dieser wollte dem Großonkel seiner Ehefrau und berühmten Komponisten ein Denkmal setzen und begann das Gebäude zu erneuern und umzubauen.

#### Besitz von Kaufleuten
Ein Jahr nach Reichhelms unerwartetem Tod 1782 musste das Haus dann aber zwangsversteigert werden. In einer Anzeige der Königlich Preußischen Berggerichte vom 14. Dezember 1783 erhielt das Gebäude einen Taxwert von 1885 Reichstalern. Am 27. Juli 1784 ersteigerte Christian Friedrich Pohlmann den Komplex für 2225 Reichstaler. Er betrieb darin einen Kolonial- und Materialwarenhandel.
Im Jahr 1817 wurde der Kaufmann und unbesoldete Stadtrat Friedrich Wilhelm Rüprecht Hausbesitzer und übernahm die Materialwarenhandlung. Rüprecht Geschäftstätigkeit führten zur Erweiterung des Betriebes um eine Destillation, eine Tabakfabrik und ein Lager von Lackfabrikaten. 1827 erwarb er auch das Nachbargrundstück, was im Streit um das „richtige“ Händel-Haus mündete. Rüprechts Sohn, der seit 1847 im Besitz des Anwesens war, verkaufte 1872 Grundstück und Geschäft an den Kaufmann Wilhelm Richard Fuß. Dieser wiederum veräußerte es 1896 an das Bankhaus H. F. Lehmann.
Neuer Eigentümer wurde 1922 der Kaufmann Heinrich Lifschütz. Versuche des Hallischen Händel-Vereins und des englischen Händelforschers Newman Flower das Gebäude zu erwerben, scheiterten wohl am hohen Verkaufspreis. 1932 ist eine Person namens Philipp nachgewiesen, der im Hause einen Möbelhandel betrieb. Anlässlich des 250. Geburtstages des Komponisten 1935 wurde eine Gedenktafel am Haus angebracht.

#### Städtisches Musikmuseum

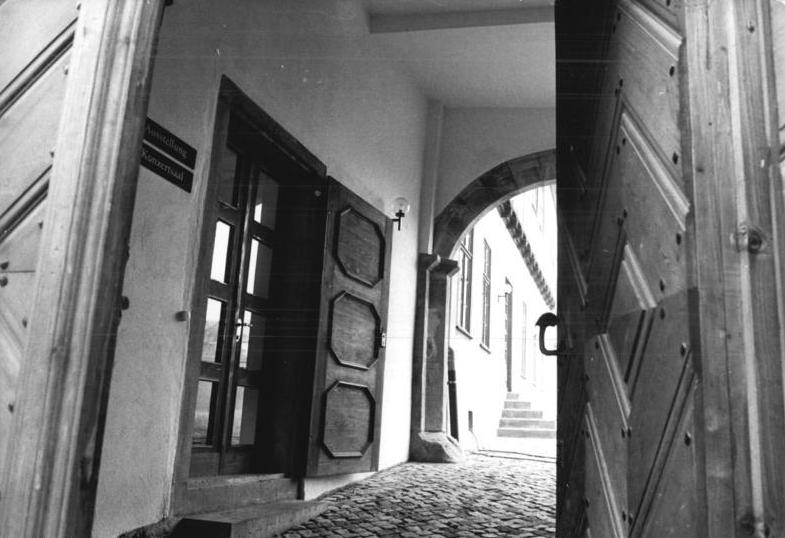
Eingangstor zum Händel-Museum und zum Kammermusiksaal nach der Rekonstruktion 1985 (Foto von Waltraud Grubitzsch, Bundesarchiv)

Nach jahrelangen Bemühungen und einer Schlichtung des Bibliothekars Bernhard Weißenborn kaufte die Stadt Halle das Anwesen am 21. August 1937 für 31710 Reichsmark. Den ursprünglichen Mietern wurden andere Wohnungen zur Verfügung gestellt. Im Zuge der Vorbereitung eines „Musikmuseums der Stadt“ begann der städtische Kulturreferent Herbert Koch mit dem Aufbau einer Sammlung u. a. aus Bildern,  Musikinstrumenten und Musikalien. Außerdem wurde die Schriftenreihe des Händelhauses begründet. Mit Ausbruch des Zweiten Weltkriegs 1939 konnte die notwendige Instandsetzung des leerstehenden Gebäudes zunächst nicht umgesetzt werden.
Nach Kriegsende 1945 unternahm die Stadt zwei Jahre Umbau- und Wiederherstellungsarbeiten. Noch im selben Jahr konnten eine Restaurierungswerkstatt und Büros bezogen werden. Nachdem am 22. Februar 1948 ein erstes Konzert im Händel-Haus stattgefunden hatte, wurde der Ausstellungsteil des Museums am 13. Juni eröffnet. Wesentlichen Anteil an der Eröffnung des Musikmuseums hatten neben Koch auch der Musikwissenschaftler Walter Serauky, der 1949 Direktor des Musikwissenschaftlichen Institutes wurde.
Im Jahr 1983 wurde das Händel-Haus eine Abteilung des „Georg-Friedrich-Händel-Zentrums“, dem darüber hinaus das ständige Büro der Händel-Festspiele, die Konzerthalle am Boulevard und das Redaktionskollektiv der Hallischen Händel-Ausgabe angehörten. Nach der Auflösung des Zentrums 1992 wurde wieder das Händel-Haus zentrale Einrichtung der Händelrenaissance.
Zur „Bach-Händel-Schütz-Ehrung der DDR“ 1985 wurde das Stammgebäude auch zur Bewältigung des großen Besucheraufkommens um das östlich angrenzende historische Nebengebäude erweitert und die Ausstellung über den Komponisten neu konzipiert. Die Restaurierungswerkstatt und die Bibliothek konnten in den Seitenflügel des neuen Gebäudes einziehen, der Kammermusiksaal wurde vom Dach in das Erdgeschoss des neuen Gebäudes verlagert. Der große Hof wurde bis in die 1990er Jahre für Serenaden genutzt.
Das Händel-Haus wurde 2001 als kultureller Leuchtturm in das Blaubuch des Beauftragten der Bundesregierung für Angelegenheiten der Kultur und Medien aufgenommen. Seitdem ist das Haus Mitglied in der Interessensgemeinschaft Konferenz Nationaler Kultureinrichtungen. Darüber hinaus ist es Mitglied der Arbeitsgruppe „Musikmuseen in Deutschland“.

#### Stiftung Händel-Haus
Auf Beschluss des halleschen Stadtrats 2007 wurde das Händel-Haus in eine Stiftung umgewandelt. 2008 erkannte das Landesverwaltungsamt Sachsen-Anhalt die Rechtsfähigkeit der Stiftung Händel-Haus als privatrechtliche Stiftung an. Das Land Sachsen-Anhalt beteiligt sich fortan an der Finanzierung der Stiftung. Anlässlich des 250. Todesjahres des Komponisten 2009 wurde das Händel-Haus durch das Berliner Architekturbüro Gerhards & Glücker saniert und am 14. April eine neue Dauerausstellung eröffnet.

### Gremien

#### Direktoren
Seit 1994 ist der Leiter des Händel-Hauses gleichzeitig Intendant der Händel-Festspiele. Direktor des Händel-Hauses war/ist:
- Erich Neuß (1946)
- Otto Raue (1952)
- Konrad Sasse (1956)
- Edwin Werner (1982)
- Philipp Adlung (2007)
- Clemens Birnbaum (2009)
- Bernd Feuchtner (2023)
- Florian Amort (2025)

#### Kuratorium
- Bernd Wiegand (Vorsitzender), Oberbürgermeister der Stadt Halle (Saale)
- Gunnar Schellenberger (stellvertretender Vorsitzender), Staatssekretär für Kultur in der Staatskanzlei und Ministerium für Kultur des Landes Sachsen-Anhalt
- Jürgen Fox, Vorsitzender des Vorstandes der Saalesparkasse
- Bettina Quäschning

#### Fachbeirat
- Wolfgang Hirschmann (Vorsitzender), Präsident der Georg-Friedrich-Händel-Gesellschaft e. V. und Professor für Historische Musikwissenschaft an der Martin-Luther-Universität Halle-Wittenberg
- D. B. (stellvertretender Vorsitzender)
- Eszter Fontana, ehemalige Direktorin des Museums für Musikinstrumente der Universität Leipzig
- Uwe Hoberg, Referatsleiter für Musik, Theater und Orchester, bildende und angewandte Kunst, Landeskunststiftung, Bundeskulturstiftung, Kulturstiftung der Länder in der Staatskanzlei und Ministerium für Kultur des Landes Sachsen-Anhalt
- Angela Kaiser, Leiterin der Redaktion Musik und Konzert bei MDR Kultur
- Florian Lutz, Intendant der Oper Halle
- Wolfgang Ruf, ehemaliger Präsident der Georg-Friedrich-Händel-Gesellschaft e. V. und emeritierter Professor für Historische Musikwissenschaft an der Martin-Luther-Universität Halle-Wittenberg
- Ragna Schirmer, Pianistin und Klavierpädagogin
- S. V.
- Cecilia Bartoli (Ehrenmitglied)

### Freundes- und Förderkreis
Zur Unterstützung des Musikmuseums wurde 1990 der Freundes- und Förderkreis des Händel-Hauses zu Halle e. V. gegründet. Bis heute fördert er ideell und finanziell die Stiftung. Außerdem besorgt er Publikationen. Von 1991 bis 2008 gab er dreimal jährlich die Händel-Hausmitteilungen heraus, wobei der letzte Jahrgang ein Sonderheft war. Seit 2011 erscheinen zwei- bis dreimal jährlich die Mitteilungen. Der Verein, dem Dietlinde Rumpf vorsteht, hat derzeit ca. 350 in- und ausländische Mitglieder.

### Museumspädagogik
Die Stiftung Händel-Haus ist in die ARD-Aktion „Händel-Experiment“ eingebunden. Dafür stellt es Wissensangebote für Schulklassen und Lehrer zur Verfügung. Außerdem bietet das Haus die Ausrichtung von Kindergeburtstagen für Kinder von sechs bis zwölf Jahren an. Weiterhin ist Partner des durch das Bundesministerium für Bildung und Forschung geförderten Programms „Kultur macht stark. Bündnisse für Bildung“. In der Vergangenheit war es an der Realisation des durch den Deutschen Caritasverband unterstützten Projekts „Opera Mobil“ beteiligt.

## Ausstellungen

### Händel-Haus

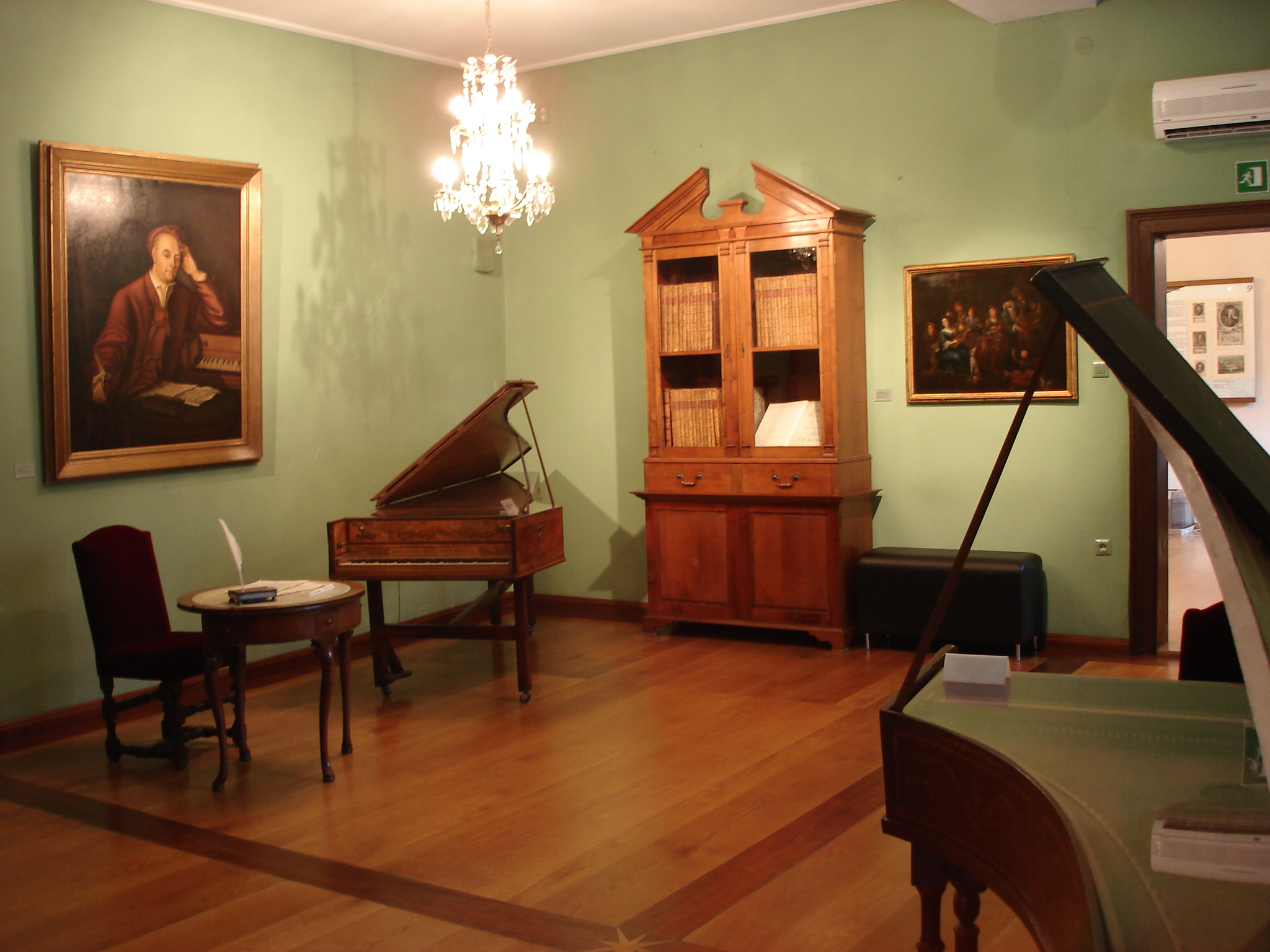
Händel-Ausstellung 2006: Raum 6 (Londonzimmer) mit Porträt Händels von Hans List nach Miss Benson und Philip Mercier (angefertigt nach 1945) und Cembalo von Jacob und Abraham Kirkman (London 1772)

In der ersten Händel-Ausstellung im Händel-Haus (1948–1952) waren dem Komponisten fünf Räume und teilweise der Flur gewidmet. Fünf weitere Ausstellungsräume stellten Persönlichkeiten der regionalen Musikgeschichte dar. Darüber hinaus wurde die Musikinstrumentensammlung zugänglich gemacht.
Zum Händelfest 1952 wurde die Ausstellung neugestaltet und zunächst in den Räumlichkeiten der Staatlichen Galerie Moritzburg als „Händel und seine Zeit“ präsentiert. Ein Jahr darauf wurde sie in das Händel-Haus überführt. Wegen Platzmangels wurden die Exponate zur Musikgeschichte der Stadt Halle in das Geburtshaus von Robert Franz ausgelagert. Im Raum „Studio 1“ des Händel-Hauses wurde der Besucher über Tonbänder mit der Musik des Komponisten vertraut gemacht. Anlässlich der „Händel-Ehrung der DDR“ 1959 wurde unter dem Museumsdirektor Konrad Sasse von 1955 bis 1958 weitere inhaltliche Verbesserungen vorgenommen. Der Graphiker Hans-Ulrich Herold besorgte die künstlerische Gestaltung. Ab 1967 gab es „Tonbandführungen“, d. h. eine Kombination von Kurztexten und Musikbeispielen. Erstmals wurden in dieser Zeit auch fremdsprachige Führungen angeboten.
Eine Neukonzeption der Ausstellung erfolgte zur „Bach-Händel-Schütz-Ehrung der DDR“ 1985 durch den Museumsdirektor Edwin Werner (ab 1981). Ermöglicht wurde nun ein Rundgang durch die Ausstellung. Die Händel-Biographie und -pflege konnten so geschlossen werden. Else und Ronald Kobe steuerten die graphische Gestaltung auf Schautafeln bei. Darüber hinaus wurden in den Räumlichkeiten historische Tasteninstrumente aufgestellt. Im Dachgeschoss richtete man von 1987 bis 1989 eine Ausstellung zur 1000-jährigen Musikgeschichte der Stadt Halle ein. Seit 1991 gibt es im Hause zusätzlich Sonderausstellungen. 2006 erfolgte eine weitere konzeptionelle Erneuerung und Erweiterung der Ausstellung um zwei Räume.
Seit 2009 zeigt das Museum die Dauerausstellung „Händel – der Europäer“. Diese ist weniger biographisch, sondern mehr thematisch orientiert. Sie wurde von den Musikwissenschaftlerinnen Konstanze Musketa und Christiane Rieche konzipiert. Im Dachgeschoss wird auf das Umfeld Händels und die Händelpflege eingegangen. Es werden auch wertvolle Originale der Musikgeschichte gezeigt. Im ersten Obergeschoss wird in neun Räumen auf die Karriere Händels, die ihn bis nach London führte, und seine musikhistorische Bedeutung eingegangen.
Durch eine Förderung des Ministeriums für Wirtschaft, Wissenschaft und Digitalisierung des Landes Sachsen-Anhalt können Gäste des Hauses über WiFi bzw. WLAN Internet nutzen. Das Museum bietet in seinen Ausstellungen Informationen über NFC-Tags bzw. QR-Codes an. Neben Audioguides in Deutsch, Englisch, Französisch, Italienisch und Spanisch werden auch persönliche Führungen angeboten. Für das Händel- und Bachmuseum existiert ein Kombiticket.

### Wilhelm-Friedemann-Bach-Haus
Seit dem 30. Mai 2012 zeigt die Stiftung Händel-Haus im Wilhelm-Friedemann-Bach-Haus in Halle (Saale) die Ausstellung „Musikstadt Halle“.

## Forschungsbereich

### Bibliothek
Die wissenschaftliche Spezialbibliothek des Hauses (Kleine Marktstraße 5) verfügt über die weltweit größten bibliothekarischen Sammlungen zum Barockkomponisten.

### Sammlungen

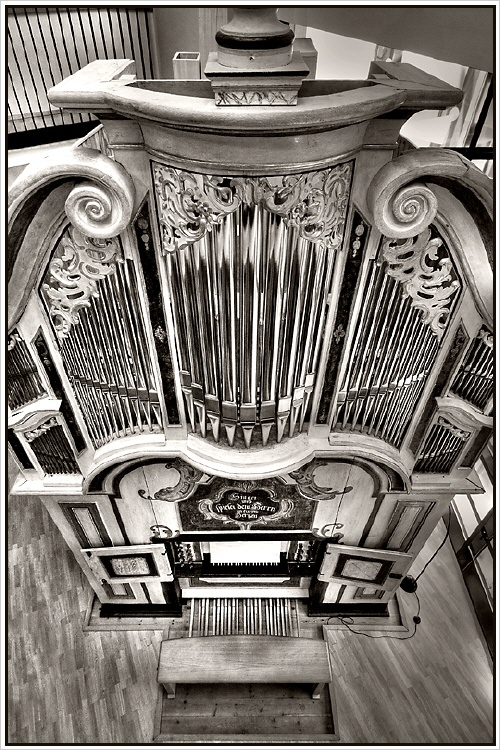
Musikinstrumenten-Ausstellung 2006: Mauer-Orgel von 1770

Zentrale Sammlungsbereiche des Händel-Hauses sind die historische Musikinstrumenten-Sammlung (ca. 750 Einzelstücke), die Handschriftensammlung (ca. 1000 Einzelstücke u. a. von Friedrich Chrysander, Marie Franz, Robert Franz, Carl Loewe, Johann Friedrich Reichardt, Samuel Scheidt, Hans Stieber, Friedrich Wilhelm Schönherr und Gerd Ochs), die Bildsammlung (Gemälde und Graphiken) und die Bibliothek (mit Büchern und Notendrucken sowie einem Schallarchiv).
Die Musikinstrumentensammlung wuchs beträchtlich in den 1940er Jahren an. In dieser Zeit wurden diverse Instrumente des Nürnberger Pianohauses Wilhelm Rück und des Bamberger Klavierbauers J. C. Neupert erworben. Im Laufe des Zweiten Weltkrieges wurden Teile der Sammlung zunächst in Räumlichkeiten der Moritzburg aufbewahrt, dann in Schlösser und Gutshäuser ausgelagert. Die Kriegswirren führten dazu, dass seitdem 70 Instrumente als verschollen gelten. Mit Museumseröffnung 1948 wurden die Musikinstrumente größtenteils im historischen Händel-Haus aufbewahrt. Eine Restaurierungswerkstatt half bei der Instandsetzung. Nach dem Ausbau des Marktschlößchens 1975 wurden zahlreiche Tasteninstrumente am Markt gezeigt. Verantwortlich für die Ausstellung waren Konrad Sasse und Herbert Heyde. Heute sind etwa ein Drittel des Sammlungsbestandes in den Ausstellungen des Hauses zu sehen. Darunter sind exklusive Cembali und Orgelpositive in der Händel-Ausstellung. In der musikhistorischen Ausstellung können Tasteninstrumente mit regionalem Bezug betrachtet werden. Die Musikinstrumentenausstellung zeigt über 220 chronologisch angeordnete Objekte: Blas-, Tasten-, Streich- und Zupfinstrumente aus dem Spätbarock, Hammerflügel, Glasharmonika und Orphika aus der Frühklassik, Holz- und Blechblasinstrumente der Wiener Klassik und der Romantik. Darüber hinaus sind auch Mechanische Musikautomaten und Spezialanfertigungen ausgestellt. Zu den bedeutendsten Sammlungsstücken gehören ein Ruckers-Cembalo (1599), eine Mauer-Orgel (1770) und ein Schmidt-Hammerflügel (um 1790).
Das Händel-Haus verfügt über eine der weltweit umfangreichsten Porträtsammlungen des Komponisten, die durch Herbert Koch, Konrad Sasse und Edwin Werner maßgeblich angereichert wurde. Darunter sind auch das Händel-Porträt von John Theodore Heins (um 1740), das sich seit 2005 als Dauerleihgabe im Händel-Haus befindet, und seit 2011 eine historische Gipsbüste aus der Cheere-Werkstatt des 18. Jahrhunderts. Das bekannte Jugendbildnis Händels von Christoph Platzer (um 1710), das als ältestes authentisches Porträt des Komponisten gilt, wurde dem Museum 1948 gestohlen und ist seither verschollen. Es liegt nur noch in Form einer Reproduktion vor. 
Weiterhin hat das Haus einen wichtigen Bestand an historischen Erstdrucken von Händel-Opern, der in den letzten Jahren erweitert wurde.

### Publikationen
Von 1937 bis 1941 erschien eine erste Schriftenreihe des Händelhauses in Halle. Zur wissenschaftlichen Erschließung der Bestände wurden im Zeitraum von 1961 bis 1980 sieben Kataloge im Eigenverlag veröffentlicht. 1977 wurde die Reihe Schriften des Händelhauses in Halle begründet, in der bis 2009 21 Bände erschienen. Darin erschienen u. a. die wissenschaftlichen Konferenzberichte. Set 1963 ist eine Händel-Bibliographie in Bearbeitung. Sie wird im Deutschen Verlag für Musik in Leipzig veröffentlicht. Außerdem ist die Stiftung Händel-Haus seit 2008 an der Herausgabe des Händel-Jahrbuchs beteiligt.

## Veranstaltungen
Seit 1952 fanden im Händel-Haus an Hausmusik angelehnte Sonnabend-Konzerte statt. Ein kleiner Saal im Dachgeschoss diente bis 1984 als Spielstätte. Mit der Professionalisierung der Musikgestaltung können seit 1970 Abonnements reserviert werden. 1984 wurde im Erdgeschoss des Nachbarhauses ein Kammermusiksaal eingerichtet, der 1993 nochmals saniert wurde. Der Schwerpunkt der Konzerte lag noch in den 1950er Jahren auf der Musik Georg Friedrich Händels. Später wurde auch die Barockmusik seiner Zeitgenossen gespielt. Immer mehr widmete man sich dann in der Programmgestaltung der Musikgeschichte der Stadt Halle und den Jubiläen bedeutender Komponisten. 1956 wurden außerdem Vortragsabende eingeführt, die als „Klingendes Schallarchiv“ bzw. „Studioabend“ firmierten. Ab 1976 fokussierte man auf Händels Werke, deren Interpretation sich immer mehr der historischen Aufführungspraxis zuwandte. 1990 setzte Gerd Domhardt seine Gesprächskonzerte als Konzertreihe „Annäherung – Neue Musik im Gespräch“ im Händel-Haus  fort. Derzeit existieren drei Konzertreihen: „Musik im Händel-Haus“, „Focus Bohlenstube“ und „Händels Schätze – Musik im Dialog“. Traditionsreiche Musikfestivals wie die Händel-Festspiele und die Hallischen Musiktage nutzen das Händel-Haus als Spielstätte. Weiterhin finden im Gebäude Studienkurse für Studierende der Musikwissenschaft und Musik sowie wissenschaftliche Konferenzen statt.

## Sonstiges
Im Jahr 1977 wurde dem Kollektiv des Händel-Hauses der Händelpreis des Bezirkes Halle verliehen, 1985 wurde das Gestaltungskollektiv „Händelhaus“ ausgezeichnet.